# Guenrouet
Guenrouet, ou Guenrouët (prononcé [gɛ̃.ʁwɛt]) est une commune de l'Ouest de la France, située dans le département de la Loire-Atlantique, en région Pays de la Loire.

## Géographie

Situation de la commune de Guenrouet dans le département de la Loire-Atlantique.

Guenrouet est située à 20 km au sud-est de Redon.
| Séverac                         | Fégréac   | Plessé        |
| Saint-Gildas-des-Bois           | Guenrouet | Le Gâvre      |
| Drefféac Sainte-Anne-sur-Brivet | Quilly    | Blain Bouvron |

Les communes limitrophes sont Blain, Bouvron, Fégréac, Le Gâvre, Plessé, Quilly, Sainte-Anne-sur-Brivet, Saint-Gildas-des-Bois et Sévérac.

### Climat
Pour des articles plus généraux, voir Climat des Pays de la Loire et Climat de la Loire-Atlantique.
En 2010, le climat de la commune est de type climat océanique franc, selon une étude du CNRS s'appuyant sur une série de données couvrant la période 1971-2000. En 2020, Météo-France publie une typologie des climats de la France métropolitaine dans laquelle la commune est exposée à un climat océanique et est dans la région climatique  Bretagne orientale et méridionale, Pays nantais, Vendée, caractérisée par une faible pluviométrie en été et une bonne insolation. 
Pour la période 1971-2000, la température annuelle moyenne est de 12 °C, avec une amplitude thermique annuelle de 13,1 °C. Le cumul annuel moyen de précipitations est de 806 mm, avec 12,5 jours de précipitations en janvier et 6,1 jours en juillet. Pour la période 1991-2020, la température moyenne annuelle observée sur la station météorologique de Météo-France la plus proche, sur la commune de Blain à 15 km à vol d'oiseau, est de 12,1 °C et le cumul annuel moyen de précipitations est de 837,6 mm,. Pour l'avenir, les paramètres climatiques de la commune estimés pour 2050 selon différents scénarios d'émission de gaz à effet de serre sont consultables sur un site dédié publié par Météo-France en novembre 2022.

## Urbanisme

### Typologie
Au 1er janvier 2024, Guenrouet est catégorisée commune rurale à habitat dispersé, selon la nouvelle grille communale de densité à sept niveaux définie par l'Insee en 2022.
Elle est située hors unité urbaine et hors attraction des villes,.

### Occupation des sols
L'occupation des sols de la commune, telle qu'elle ressort de la base de données européenne d’occupation biophysique des sols Corine Land Cover (CLC), est marquée par l'importance des territoires agricoles (87,1 % en 2018), en diminution par rapport à 1990 (90 %). La répartition détaillée en 2018 est la suivante : 
zones agricoles hétérogènes (36,1 %), prairies (32 %), terres arables (19 %), forêts (6,2 %), zones urbanisées (3 %), zones humides intérieures (2,4 %), mines, décharges et chantiers (1 %), eaux continentales (0,4 %). L'évolution de l’occupation des sols de la commune et de ses infrastructures peut être observée sur les différentes représentations cartographiques du territoire : la carte de Cassini (XVIIIe siècle), la carte d'état-major (1820-1866) et les cartes ou photos aériennes de l'IGN pour la période actuelle (1950 à aujourd'hui).

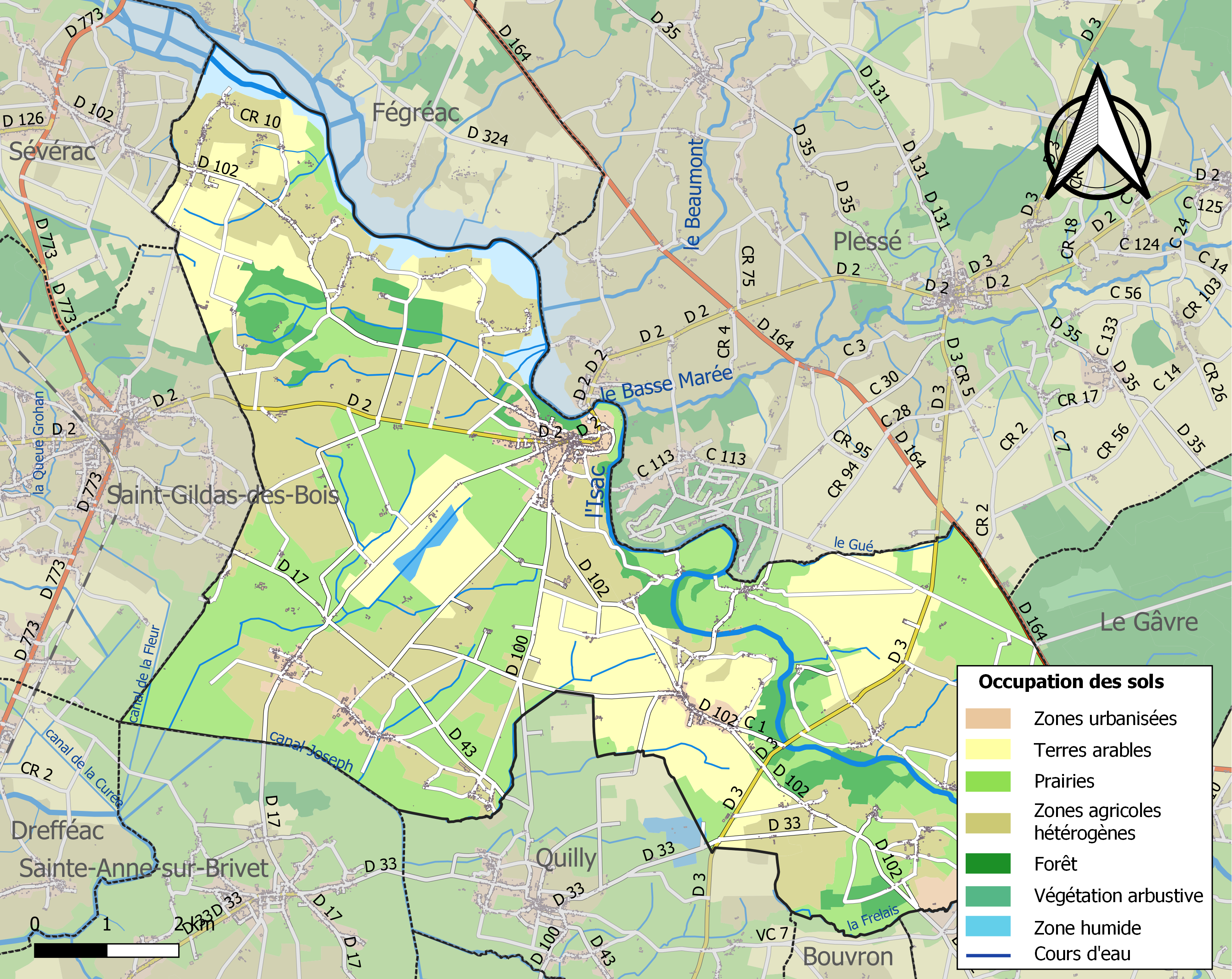
Carte des infrastructures et de l'occupation des sols de la commune en 2018 (CLC).

## Toponymie
Le nom de la localité est attesté sous les formes Guenruth en 1090, Guenreth au XIIe siècle, Guenret en 1287, Griamiet en 1630, Guerroit en 1672, Guenret en 1731.
En breton gwenn signifie « blanc » → « pur, sacré » et red signifie « gué », d'où le sens global de « gué sacré » [réf. souhaitée].
Le nom de la commune, tel que répertorié par le Code officiel géographique de l'Insee, est Guenrouet alors que Guenrouët avec un tréma est utilisé de manière générale. Ainsi, ce toponyme est utilisé par le site officiel de la mairie et par le site officiel de la communauté de communes.
En gallo, langue d'oïl locale de tradition orale, Guenrouët est prononcé [ ɟɛ̃ʁwɛt] ou [ ɟɛ̃ʁə]. Les formes écrites proposées au xxie siècle sont Ghinrouet ou Ghinrë selon l'écriture ABCD, Ghinrouètt ou Ghinrë selon l'écriture écriture MOGA.
La forme bretonne proposée par l'Office public de la langue bretonne est Gwenred.

## Histoire
- La paroisse aurait été fondée par Alain Ier de Bretagne « le Grand » au IXe siècle. La commune fait partie de la Bretagne historique.
- La famille de Saint-Marsault a été seigneur de Pontcorhan[18].
- Pendant la Révolution, Guenrouët abrite une troupe révolutionnaire dans le presbytère mais la population se montre hostile à la Constitution civile du clergé et cache des prêtres réfractaires.
- La construction du canal de Nantes à Brest, sous la monarchie de Juillet, favorise le développement de la commune.
- La commune paie un lourd tribut aux deux conflits mondiaux, notamment par les bombardements de la poche de Saint-Nazaire, d'août 1944 à mai 1945 : 80 000 obus tombent sur la commune, dont 35 000 sur le bourg. L'église de la section de Notre-Dame-de-Grâce est alors très endommagée, la moitié de la toiture est écroulée ; déstabilisé et seulement maintenu par son ferrage, le clocher est jugé dangereux et doit être abattu en 1949[19]. L'église du bourg de Guenrouët est hors d'usage. Le culte et la population du bourg se réfugient dans plusieurs chapelles de fortune, représentées après la guerre sur les vitraux neufs de l'église, restaurée par la suite. Celle de Notre-Dame-de-Grâce est relevée dans un style moderne, assez semblable dans les grandes lignes à celui de l'église de Saint-Omer de Blain, village libéré par les Américains et dont l'église est nuitamment dynamitée par les Allemands, qui en occupent une partie.

## Emblèmes

### Héraldique
| Blason | Blasonnement : D'azur à une église d'argent terrassée de sinople, la terrasse chargée d'une divise ondée d'argent surchargée de trois poissons de gueules. Commentaires : Blason conçu par M. J. Chassé en 1949. |

### Devise
La devise de Guenrouet : Diruta Restitui (devise par l'abbé L. Verger).

## Population et société

### Démographie
Selon le classement établi par l'Insee, Guenrouet est une commune multipolarisée. Elle fait partie de la zone d'emploi de Saint-Nazaire et du bassin de vie de Saint-Gildas-des-Bois. Elle n'est intégrée dans aucune unité urbaine. Toujours selon l'Insee, en 2010, la répartition de la population sur le territoire de la commune était considérée comme « peu dense » : 79 % des habitants résidaient dans des zones « peu denses »  et 21 % dans des zones « très peu denses ».

#### Évolution démographique
L'évolution du nombre d'habitants est connue à travers les recensements de la population effectués dans la commune depuis 1793. Pour les communes de moins de 10 000 habitants, une enquête de recensement portant sur toute la population est réalisée tous les cinq ans, les populations de référence des années intermédiaires étant quant à elles estimées par interpolation ou extrapolation. Pour la commune, le premier recensement exhaustif entrant dans le cadre du nouveau dispositif a été réalisé en 2007.

En 2022, la commune comptait 3 577 habitants, en évolution de +7,26 % par rapport à 2016 (Loire-Atlantique : +6,68 %, France hors Mayotte : +2,11 %).
| 1793  | 1800  | 1806  | 1821  | 1831  | 1836  | 1841  | 1846  | 1851  |
| ----- | ----- | ----- | ----- | ----- | ----- | ----- | ----- | ----- |
| 1 605 | 1 562 | 1 705 | 1 941 | 1 955 | 2 076 | 2 153 | 2 580 | 2 723 |

| 1856  | 1861  | 1866  | 1872  | 1876  | 1881  | 1886  | 1891  | 1896  |
| ----- | ----- | ----- | ----- | ----- | ----- | ----- | ----- | ----- |
| 2 955 | 3 184 | 3 344 | 3 423 | 3 443 | 3 649 | 3 679 | 3 924 | 3 814 |

| 1901  | 1906  | 1911  | 1921  | 1926  | 1931  | 1936  | 1946  | 1954  |
| ----- | ----- | ----- | ----- | ----- | ----- | ----- | ----- | ----- |
| 3 639 | 3 606 | 3 649 | 3 261 | 3 143 | 3 010 | 2 918 | 2 753 | 2 693 |

| 1962  | 1968  | 1975  | 1982  | 1990  | 1999  | 2006  | 2007  | 2012  |
| ----- | ----- | ----- | ----- | ----- | ----- | ----- | ----- | ----- |
| 2 614 | 2 368 | 2 156 | 2 270 | 2 383 | 2 408 | 2 780 | 2 833 | 3 222 |

| 2017  | 2022  | - | - | - | - | - | - | - |
| ----- | ----- | - | - | - | - | - | - | - |
| 3 349 | 3 577 | - | - | - | - | - | - | - |

#### Pyramide des âges
La population de la commune est relativement jeune.
En 2018, le taux de personnes d'un âge inférieur à 30 ans s'élève à 35,3 %, soit en dessous de la moyenne départementale (37,3 %). À l'inverse, le taux de personnes d'âge supérieur à 60 ans est de 24,3 % la même année, alors qu'il est de 23,8 % au niveau départemental.
En 2018, la commune comptait 1 676 hommes pour 1 681 femmes, soit un taux de 50,07 % de femmes, légèrement inférieur au taux départemental (51,42 %).
Les pyramides des âges de la commune et du département s'établissent comme suit.
| Hommes | Classe d’âge | Femmes |
| ------ | ------------ | ------ |
| 0,3    | 90 ou +      | 2,0    |
| 6,0    | 75-89 ans    | 8,6    |
| 15,5   | 60-74 ans    | 16,1   |
| 18,6   | 45-59 ans    | 17,2   |
| 22,9   | 30-44 ans    | 21,9   |
| 12,4   | 15-29 ans    | 11,7   |
| 24,2   | 0-14 ans     | 22,4   |

| Hommes | Classe d’âge | Femmes |
| ------ | ------------ | ------ |
| 0,6    | 90 ou +      | 1,8    |
| 6      | 75-89 ans    | 8,6    |
| 15,1   | 60-74 ans    | 16,4   |
| 19,4   | 45-59 ans    | 18,8   |
| 20,1   | 30-44 ans    | 19,3   |
| 19,2   | 15-29 ans    | 17,4   |
| 19,5   | 0-14 ans     | 17,6   |

## Économie
La commune partage avec sa voisine Sévérac le parc éolien Isac-Watts construit à l'initiative des citoyens, inauguré le 7 mai 2016.

## Lieux et monuments
- Église (XIXe siècle) : ses vitraux, réalisés par Gabriel Loire (maître verrier à Chartres) illuminent le chœur de l'église et racontent, à leur manière, la poche de Saint-Nazaire sur la commune de Guenrouët.
- Canal de Nantes à Brest : calme, verdure et rivière tranquille.
- Église Notre-Dame-de-Grâce (XIXe siècle) : église de construction moderne et son chemin de croix réalisé à la fourchette.
- Château du Grény. Château de Bogdelin. Chapelle de Cougou. Chapelle de Bolhet. Vieille chapelle Saint-Clair.

## Personnalités liées à la commune
- Jean Guitton (1906-1984), militant socialiste et résistant, titulaire de la médaille de la Résistance française, est né dans la commune.